# حليب الشوفان
حليب الشوفان (بالإنجليزية: Oat milk)‏، وهو حليب نباتي مشتق من حبوب الشوفان الكاملة عن طريق استخلاص المادة النباتية بالماء.يحتوي حليب الشوفان على قوام كريمي ونكهة شبيهة بدقيق الشوفان، ويتم تصنيعه بنكهات مختلفة، مثل المحلاة أو غير المحلاة أو الفانيليا أو الشوكولاتة.
على عكس أنواع الألبان النباتية الأخرى التي تعود أصولها إلى القرن الثالث عشر. تم تطوير حليب الشوفان في التسعينيات من قبل العالم السويدي ريكارد أوستي. خلال الفترة من 2017 إلى 2019. زادت مبيعات حليب الشوفان في الولايات المتحدة بمقدار 10 أضعاف، وسجلت إحدى الشركات المصنعة الكبرى (Oatly) زيادة بمقدار ثلاثة أضعاف في المبيعات العالمية.
بحلول عام 2019 شملت منتجات حليب الشوفان مبيض القهوة والزبادي والآيس كريم. يمكن استهلاك حليب الشوفان كبديل لحليب الألبان في الأنظمة الغذائية النباتية، أو في الحالات الطبية التي لا تتوافق فيها منتجات الألبان، مثل عدم تحمل اللاكتوز أو الحساسية من حليب البقر. مقارنةً بحليب الألبان ومنتجات الألبان النباتية الأخرى، فإن حليب الشوفان له تأثير بيئي منخفض نسبيًا نظرًا لاحتياجاته المنخفضة نسبيًا من الأراضي والمياه للإنتاج.

## تاريخه

### اختراع
يسبق حليب الصويا جميع أنواع الألبان البديلة الأخرى، بما في ذلك حليب الشوفان كمنتج ثقافي وتجاري. منذ أوائل القرن العشرين شق حليب الصويا طريقه من آسيا إلى متاجر البقالة الأوروبية والأمريكية، في البداية كبديل لمنتجات الألبان بسبب عدم تحمل اللاكتوز. أدت الزيادة في استهلاك حليب الصويا منذ توزيعه العالمي إلى خلق سوق كبير للألبان النباتية غير الألبان مثل حليب الشوفان.
أول مثال على مشروب نباتي أساسه الشوفان كان في أوائل التسعينيات، عندما طور ريكارد أوستي حليب الشوفان. كان أوستي يعمل كعالم أغذية في جامعة لوند بالسويد، حيث كان يبحث عن عدم تحمل اللاكتوز وأنظمة الغذاء المستدامة، عندما اخترع المشروب وبعد فترة وجيزة أسس أوستي (Oatly) كأول مصنع تجاري لحليب الشوفان.

### توسع السوق
الشركة الرائدة في إنتاج حليب الشوفان التجاري (Oatly)، كان لديها منتجاتها في 7000 مقهى ومحل بقالة، اعتبارًا من عام 2019،  لكنه لم يكن المنتج الوحيد البارز لحليب الشوفان. يمكن العثور على حليب الشوفان تحت الأسماء التجارية "Oatly" (السويد)، «بيور هارفست» (أستراليا)، «البور» (المملكة المتحدة)، «بيوفينا» (إيطاليا)، «سيمبلي» (فنلندا)، «فيتاسوي» (هونج كونج)، والمحيط الهادئ (الولايات المتحدة الأمريكية)، من بين آخرين في عام 2018، بلغت المبيعات العالمية لألبان النباتات بما في ذلك حليب الشوفان 1.6 مليار دولار أمريكي، مع توقع 41 مليار دولار بحلول عام 2025.
في عام 2018 كان هناك نقص كبير في حليب الشوفان بسبب الطلب غير المسبوق في أوروبا وأمريكا الشمالية، مما يسلط الضوء على طلب المستهلكين القوي على هذا المنتج.لتلبية الطلب الأمريكي افتتحت "Oatly" مصنعًا جديدًا في نيوجيرسي في أبريل 2019، ينتج 750.000 جالون أمريكي أي (2,800,000 لتر، 620,000 جالون imp جالون) شهريًا من حليب الشوفان الأساسي، وأعلنت الخطط عن افتتاح مصنع في ولاية يوتا أكبر بثلاث مرات سيفتح في أوائل عام 2020.  في عام 2019 بلغت مبيعات التجزئة من حليب الشوفان في الولايات المتحدة 29 مليون دولار أمريكي، ارتفاعًا من 4.4 مليون دولار أمريكي في عام 2017. خلال عام 2020 زادت مبيعات حليب الشوفان في الولايات المتحدة إلى 213 مليون دولار، لتصبح ثاني أكثر حليب نباتي استهلاكًا بعد حليب اللوز بربح (1.5 مليار دولار في مبيعات 2020). 

## الإنتاج

### المعالجة
يشبه إنتاج حليب الشوفان إنتاج معظم أنواع الألبان النباتية الأخرى. الحبوب غير المجهزة مثل الشوفان، غير قابلة للهضم بسبب قوامها الخارجي الصلب، المعالجة ضرورية أيضًا لتحويل الحبوب الجافة إلى سائل. 
[أ] يبدأ الإجراء بقياس وطحن حبوب الشوفان لتفتيت بدنها الخارجي.ثم تُحرَّك الحبوب في ماء دافئ وتُطحن ليصبح قوامها خفيف، وتتم معالجته بالإنزيمات والحرارة لتكوين قاعدة شوفان سائلة سميكة. ينقع الشوفان ثم تستخلص العناصر الغذائية منه وله آثار مباشرة على منتج الحليب النهائي.
يمكن المساعدة في زيادة العائد في هذه الخطوة عن طريق المحفزات الكيميائية أو الإنزيمات أو زيادة درجة الحرارة، كل ذلك لإزالة جزيئات المغذيات من المنتج الثانوي الصلب ودمجها في السائل.
تعمل المحفزات الكيميائية على زيادة الرقم الهيدروجيني للخليط، وتحفز المحفزات الإنزيمية التحلل المائي الجزئي للبروتينات والسكريات، وتزيد درجات الحرارة المرتفعة من معدلات التفاعل. يعد فصل السائل عن المنتج الثانوي الصلب خطوة بسيطة يتم تحقيقها من خلال الصب والترشيح والدوران في جهاز الطرد المركزي.
بمجرد فصل المنتج السائل فيمكن إضافة مكونات أخرى مثل: الفيتامينات المعززة والمعادن، أو المحليات، والمنكهات، والأملاح، والزيوت، والمكونات المماثلة لتشكل المنتج النهائي. [ب] نظرًا لأن حليب الشوفان غير المدعم يحتوي على نسبة أقل من الكالسيوم والحديد وفيتامين أ أكثر من حليب الألبان، فإنه يجب إضافة هذه العناصر الغذائية حتى يكون المنتج النهائي بديلاً مغذياً لحليب الألبان. يستخدم التجانس والمعالجات الحرارية مثل البسترة أو معالجات درجات الحرارة العالية جدًا (UHT) لإطالة العمر الافتراضي للمنتج.
| أنواع الحليب | كمية الماء المستخدمة (200g لكل لتر) |
| ------------ | ----------------------------------- |
| حليب الأبقار | 131                                 |
| حليب اللوز   | 74                                  |
| حليب الأرز   | 56                                  |
| حليب الشوفان | 9                                   |
| حليب الصويا  | 2                                   |

### تحديات المعالجة
لأن حليب الشوفان ينتج عن تفكك المواد النباتية؛ فإن أحجام الجسيمات الناتجة ليست موحدة مثل حليب الأبقار. هذا الاختلاف في حجم الجسيمات يرجع إلى اختلاف كبير في جزيئات البروتين والدهون. يعد تقليل حجم الجسيمات وتحسين قابلية الذوبان في الجسيمات، واستخدام الغرويات المائية والمستحلبات طرقًا شائعة لتحسين جودة المنتج عبر التجانس.
مشكلة أخرى تطرحها التركيبة الطبيعية للشوفان هي محتواها العالي من النشا. يمثل محتوى النشا (50-60٪) تحديًا أثناء العلاج بالحرارة الفائقة بسبب درجة حرارة جلتنة النشا المنخفضة نسبيًا.
للتغلب على هذا يستخدم المنتجون التحلل المائي الأنزيمي للنشا بواسطة بيتا وألفا أملياز، مما ينتج مالتوديكسترين الذي يتحول إلى جيلاتين في درجات حرارة أعلى وأكثر ملاءمة. قد يشمل حليب الشوفان المدعم بالعناصر الغذائية الأساسية مثل: فيتامين د وفيتامين أ وفيتامين ب 12 والريبوفلافين والكالسيوم والبروتين.

### الأغذية النباتية والأثر البيئي
منذ حوالي عام 2015، أدى الاهتمام بالأغذية النباتية مع المخاوف المتعلقة برعاية الحيوان وانخفاض التأثير البيئي؛ إلى زيادة استهلاك حليب الشوفان.
بالمقارنة مع حليب الألبان وغيره من أنواع الألبان النباتية، فإن عملية تصنيع حليب الشوفان تنتج كميات صغيرة من ثاني أكسيد الكربون ولا تنتج غاز الميثان (انبعاثات غازات الاحتباس الحراري منخفضة)، وتتطلب استخدامًا منخفضًا نسبيًا للمياه والأراضي.
يتطلب إنتاج حليب الشوفان كمية من الماء 15 مرة أقل من حليب الألبان و8 مرات أقل من حليب اللوز.

## التركيب الغذائي
| المحتوى الغذائي لحليب البقر والصويا واللوز والشوفان | المحتوى الغذائي لحليب البقر والصويا واللوز والشوفان | المحتوى الغذائي لحليب البقر والصويا واللوز والشوفان   | المحتوى الغذائي لحليب البقر والصويا واللوز والشوفان | المحتوى الغذائي لحليب البقر والصويا واللوز والشوفان |
| قيمة المغذيات لكل 243 غرام من الكوب                 | حليب الأبقار (غير محلى) بإضافة فيتامين د            | حليب الصويا (غير محلى) بإضافة الكالسيوم، فيتامين د، أ | حليب اللوز (غير محلى)                               | حليب الشوفان (غير محلى)                             |
| --------------------------------------------------- | --------------------------------------------------- | ----------------------------------------------------- | --------------------------------------------------- | --------------------------------------------------- |
| الطاقة، كيلوجول (كيلو كالوري)                       | 620 (149)                                           | 330 (80)                                              | 160 (39)                                            | 500 (120)                                           |
| بروتين (غ)                                          | 7.69                                                | 6.95                                                  | 1.55                                                | 3                                                   |
| دهون (غ)                                            | 7.93                                                | 3.91                                                  | 2.88                                                | 5                                                   |
| دهون مشبعة (غ)                                      | 4.55                                                | 0.5                                                   | 0                                                   | 0.5                                                 |
| كاربوهايدرات (غ)                                    | 11.71                                               | 4.23                                                  | 1.52                                                | 16                                                  |
| ألياف (غ)                                           | 0                                                   | 1.2                                                   | 0                                                   | 2                                                   |
| سكريات (غ)                                          | 12.32                                               | 1                                                     | 0                                                   | 7                                                   |
| سكريات (ملغ)                                        | 276                                                 | 301                                                   | 516                                                 | 350                                                 |
| بوتاسيوم (ملغ)                                      | 322                                                 | 292                                                   | 176                                                 | 390                                                 |
| صوديوم (ملغ)                                        | 105                                                 | 90                                                    | 186                                                 | 140                                                 |
| فيتامين B12 (مكغ)                                   | 1.10                                                | 2.70                                                  | 0                                                   | 1.2                                                 |
| فيتامين أ (IU)                                      | 395                                                 | 503                                                   | 372                                                 | 267                                                 |
| فيتامين د (IU)                                      | 124                                                 | 119                                                   | 110                                                 | 144                                                 |
| كوليسترول (ملغ)                                     | 24                                                  | 0                                                     | 0                                                   | 0                                                   |

بالمقارنة مع حليب البقر، فإن حليب الشوفان مشابه في إجمالي السعرات الحرارية لكل حجم سائل (لكل كوب، 120 مقابل 149 سعرة حرارية لحليب البقر)، يحتوي على نصف محتوى البروتين، ودهون أقل إلى حد ما، ولكن حوالي 10٪ فقط من الدهون المشبعة المحتوى، وحوالي 1.5 ضعف إجمالي الكربوهيدرات (على الرغم من أن السكريات البسيطة هي نصف تلك الموجودة في حليب البقر). لا يحتوي حليب البقر على ألياف، لكن حليب الشوفان يحتوي على 2 جم من الألياف الغذائية لكل حصة. محتويات الكالسيوم والبوتاسيوم متشابهة، على الرغم من أن حليب الشوفان كما هو الحال بالنسبة لجميع أنواع الألبان النباتية يمكن تقويتها بمغذيات معينة أثناء التصنيع، يحتوي على 69 مؤشر نسبة السكر في الدم.